# NGC 3080
NGC 3080 ist eine Spiralgalaxie mit aktivem Galaxienkern vom Hubble-Typ Sa im Sternbild Löwe an der Ekliptik. Sie ist schätzungsweise 470 Millionen Lichtjahre von der Milchstraße entfernt und hat einen Durchmesser von etwa 125.000 Lichtjahren. 

Im selben Himmelsareal befindet sich u. a. die Galaxie IC 585.
Das Objekt wurde am  1. April 1794 von William Herschel entdeckt.